# Reumaverpleegkundige

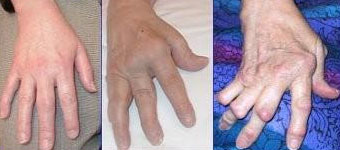
Uitleg geven over eventuele vervelende complicaties zoals vergroeiingen is een van de taken van een reumaverpleegkundige.

Een reumaverpleegkundige of reumaconsulent is een praktijkondersteuner die patiënten met reumatische aandoeningen begeleidt.

## Functie
Patiënten die van de reumatoloog of internist te horen hebben gekregen dat ze een reumatische aandoeningen hebben zoals: jicht, reuma of polio, kunnen eventueel doorverwezen worden naar een reumaverpleegkundige. Deze begeleidt de patiënt en licht voor over het ziektebeeld, medicatie, behandeling en leefregels. Een reumaverpleegkundige kan bijvoorbeeld ook uitleg geven over lichaamsoefeningen of doorverwijzen naar een fysiotherapeut.
Een reumaverpleegkundige kan in overleg met de arts een patiënt in het ziekenhuis laten opnemen bij bijvoorbeeld verergering van de klachten.
Een reumaverpleegkundige heeft zijn eigen spreekuur op de polikliniek en is dus weinig aan het bed op de verpleegafdeling te vinden.

## Opleiding

### Nederland
Na het behalen van het diploma verpleegkunde kan met een 1-jarige opleiding tot reumaverpleegkundige volgen.
Lijst van verpleegkundige specialisaties · portaal · afbeeldingen